# Arthur Georgi junior
Arthur Christian Benedict Georgi (* 9. Februar 1902 in Schöneberg b. Berlin; † 15. November 1970 in Hamburg) war ein deutscher Verlagsbuchhändler, Teilhaber des Paul Parey Verlags in Berlin und erster Vorsitzender des Börsenvereins des Deutschen Buchhandels.

## Familie
Arthur Georgi wurde in der Wohnung seiner Eltern in der Motzstraße 22 geboren (heute Nr. 46). Sein Vater war der Verlagsbuchhändler und Besitzer des Paul Parey Verlags Arthur Georgi (senior). Seine Mutter war Bertha Flinsch. Er war das älteste von drei Geschwistern.
Er war seit 1938 verheiratet mit Marilen Sauerbruch (1917–2007), einer Tochter des Chirurgen Ferdinand Sauerbruch. Aus
dieser Ehe gingen drei Kinder hervor.

## Leben und Beruf

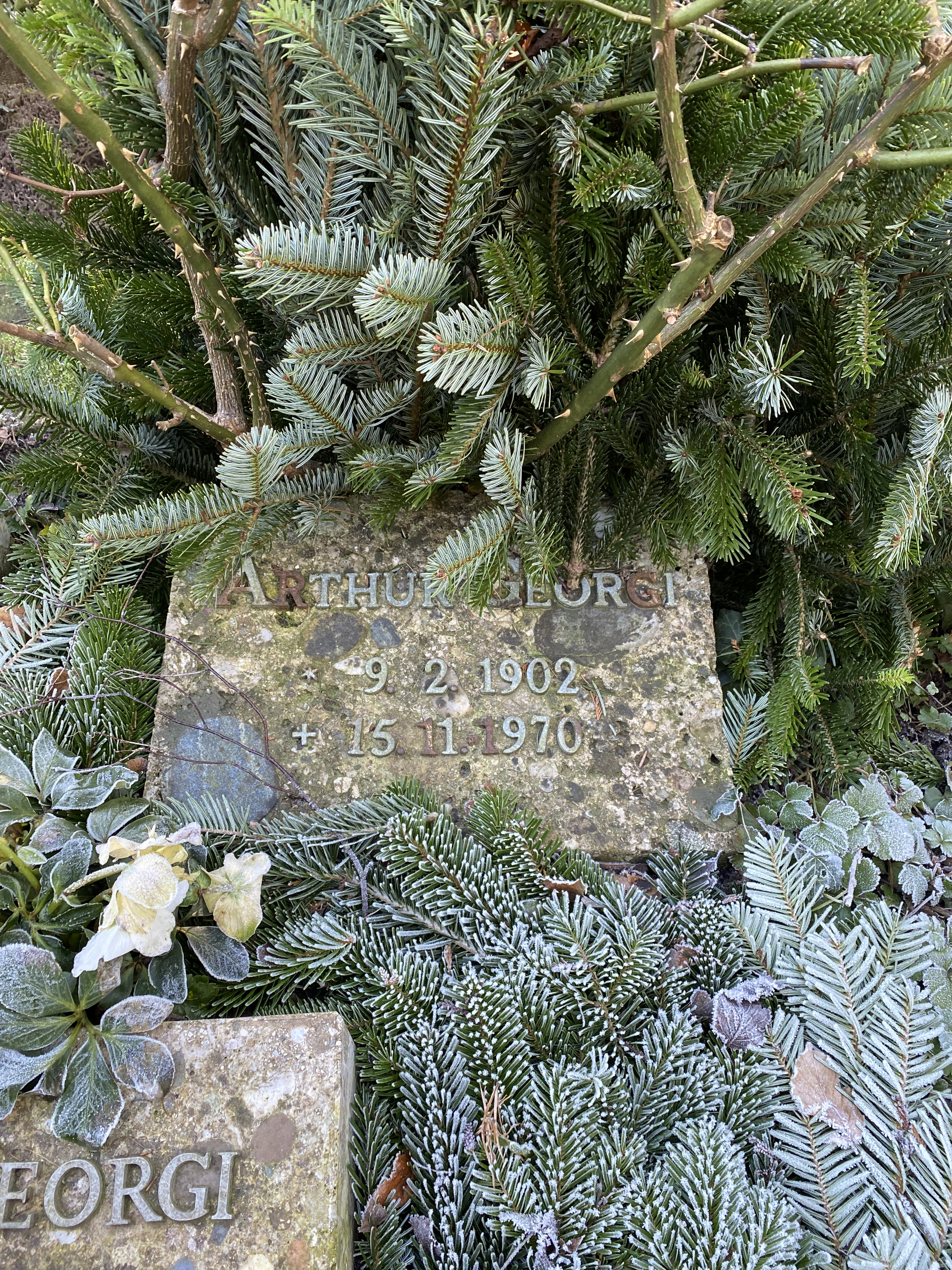
Kissenstein für Arthur Georgi auf dem Nienstedtener Friedhof

Nach dem Besuch des Joachimsthalschen Gymnasiums studierte er Nationalökonomie, Rechtswissenschaften und Geschichte an den Universitäten in Berlin, München und Leipzig und promovierte 1925 in Leipzig zum Dr. phil.
Nach seinem Studium absolvierte er eine Fachausbildung im Druckerei und Verlagswesen in Berlin und Leipzig. Dabei führten ihn längere Studienreisen nach England und in die Vereinigten Staaten.
1927 trat er als Prokurist in die väterliche Firma, den Paul Parey Verlag, ein. 1930 wurde er Teilhaber und nach dem Tod seines Vaters 1945 Mitinhaber des Verlags. Er baute den Verlag weiter aus, bis gegen Ende des Zweiten Weltkrieges alliierte Bombenangriffe die Verlagsgebäude nahezu vollständig zerstörten und der gesamte Bestand in der Schlacht um Berlin verloren ging.
Nach dem Zweiten Weltkrieg war er maßgeblich am Wiederaufbau des Verlags beteiligt und übernahm 1951, bis zu seinem Tod 1970, die Leitung des drei Jahre zuvor neu gegründeten Hauses in Hamburg.
Arthur Georgi junior war maßgeblich an der Entwicklung des deutschen Buchhandels beteiligt. Im Dritten Reich war er Mitglied des Reichsverbandes der Deutschen Zeitschriftenverleger, Obmann für die Wissenschaftlichen Zeitschriften und den Zeitschriften der Landwirtschaft, des Forstwesens, des Gartenbaus, der Fischerei und Ernährung und Leiter des Wissenschaftlichen Verlages und Fachverlages in der Fachschaft Verlag des Bundes Reichsdeutscher Buchhändler. Von 1953 bis 1956 war er erster Vorsitzender des Börsenvereins des Deutschen Buchhandels. In dieser Funktion war er in der Nachkriegszeit maßgeblich an der Neugestaltung des Börsenvereins und dem Ausbau der Frankfurter Buchmesse beteiligt. Er setzte den Friedenspreis des Deutschen Buchhandels als höchste Ehrung durch und war Mitglied des Exekutivkomitees der Internationalen Verlegerunion.
Arthur Georgi wurde in der Familiengrabstätte auf dem Nienstedtener Friedhof beigesetzt.

## Ehrungen
In Würdigung seiner Leistungen wurde er 1957 mit dem Großen Verdienstkreuz des Verdienstordens der Bundesrepublik Deutschland ausgezeichnet. Weiter erhielt er die Friedrich-Perthes-Medaille des Börsenvereins des Deutschen Buchhandels und 1967 die Heinrich-Christian-Burckhardt-Medaille der Forstlichen Fakultät der Georg-August-Universität Göttingen.

## Veröffentlichungen
- Arthur Georgi: Die Entwicklung des Berliner Buchhandels bis zur Begründung des Börsenvereins der deutschen Buchhändler 1825. Parey: Berlin 1926.